# Мойок (Північна Кароліна)
Мойок (англ. Moyock) — переписна місцевість (CDP) в США, в окрузі Каррітак штату Північна Кароліна. Населення — 5154 особи (2020).

## Географія
Мойок розташований за координатами 36°30′4″ пн. ш. 76°10′24″ зх. д. / 36.50111° пн. ш. 76.17333° зх. д. (36.501073, -76.173307).  За даними Бюро перепису населення США в 2010 році переписна місцевість мала площу 27,27 км², з яких 27,18 км² — суходіл та 0,10 км² — водойми.

## Демографія
Згідно з переписом 2010 року, у переписній місцевості мешкало 3759 осіб у 1212 домогосподарствах у складі 1025 родин. Густота населення становила 138 осіб/км².  Було 1295 помешкань (47/км²).
Расовий склад населення:
| - 88,5 % — білих - 6,9 % — чорних або афроамериканців - 1,2 % — азіатів - 0,4 % — корінних американців - 0,2 % — вихідців з тихоокеанських островів |

До двох чи більше рас належало 2,0 %. Частка іспаномовних становила 3,6 % від усіх жителів.
За віковим діапазоном населення розподілялося таким чином: 30,1 % — особи молодші 18 років, 61,9 % — особи у віці 18—64 років, 8,0 % — особи у віці 65 років та старші. Медіана віку мешканця становила 37,0 року. На 100 осіб жіночої статі у переписній місцевості припадало 92,5 чоловіків;  на 100 жінок у віці від 18 років та старших — 92,8 чоловіків також старших 18 років.
Середній дохід на одне домашнє господарство  становив 83 908 доларів США (медіана — 82 423), а середній дохід на одну сім'ю — 87 277 доларів (медіана — 85 509). За межею бідності перебувало 5,0 % осіб, у тому числі 5,7 % дітей у віці до 18 років та 0,0 % осіб у віці 65 років та старших.
Цивільне працевлаштоване населення становило 1655 осіб. Основні галузі зайнятості: публічна адміністрація — 18,1 %, освіта, охорона здоров'я та соціальна допомога — 16,7 %, будівництво — 11,5 %, мистецтво, розваги та відпочинок — 9,8 %.